# Heterochromie
Heterochromie (z řeckého heteros – „jiný, druhý“ a chroma – „barva“) znamená různobarevnost, obvykle duhovky (heterochromia iridis nebo heterochromia iridum), ale také vlasů nebo kůže. Je výsledkem přebytku nebo nedostatku melaninu. Může být vrozená, v důsledku genetického mozaicismu (neoddělení chromozomů během mitózy), nebo vzniká důsledkem nemoci či zranění. Vyskytuje se jak u lidí, tak i u zvířat.
Heterochromie duhovky je velmi vzácná, vyskytuje se asi u 2 % populace. Je buď úplná, kdy celé jedno oko má jinou barvu než druhé, nebo částečná, kdy se od zbytku liší jen část duhovky, v jedné části oka je tedy rozdílné množství pigmentu. Částečná heterochromie je také vzácnější než úplná.[zdroj?]
Příkladem heterochromie je americká herečka a modelka Kate Bosworthová, která má pravé oko oříškově hnědé a druhé oko modré, americká herečka Mila Kunis (jedno oko má zelené a druhé modré) nebo anglický herec a model Dominic Sherwood s jedním okem modrým, zatímco s druhým polovičně modrým - napůl hnědým .

## Galerie

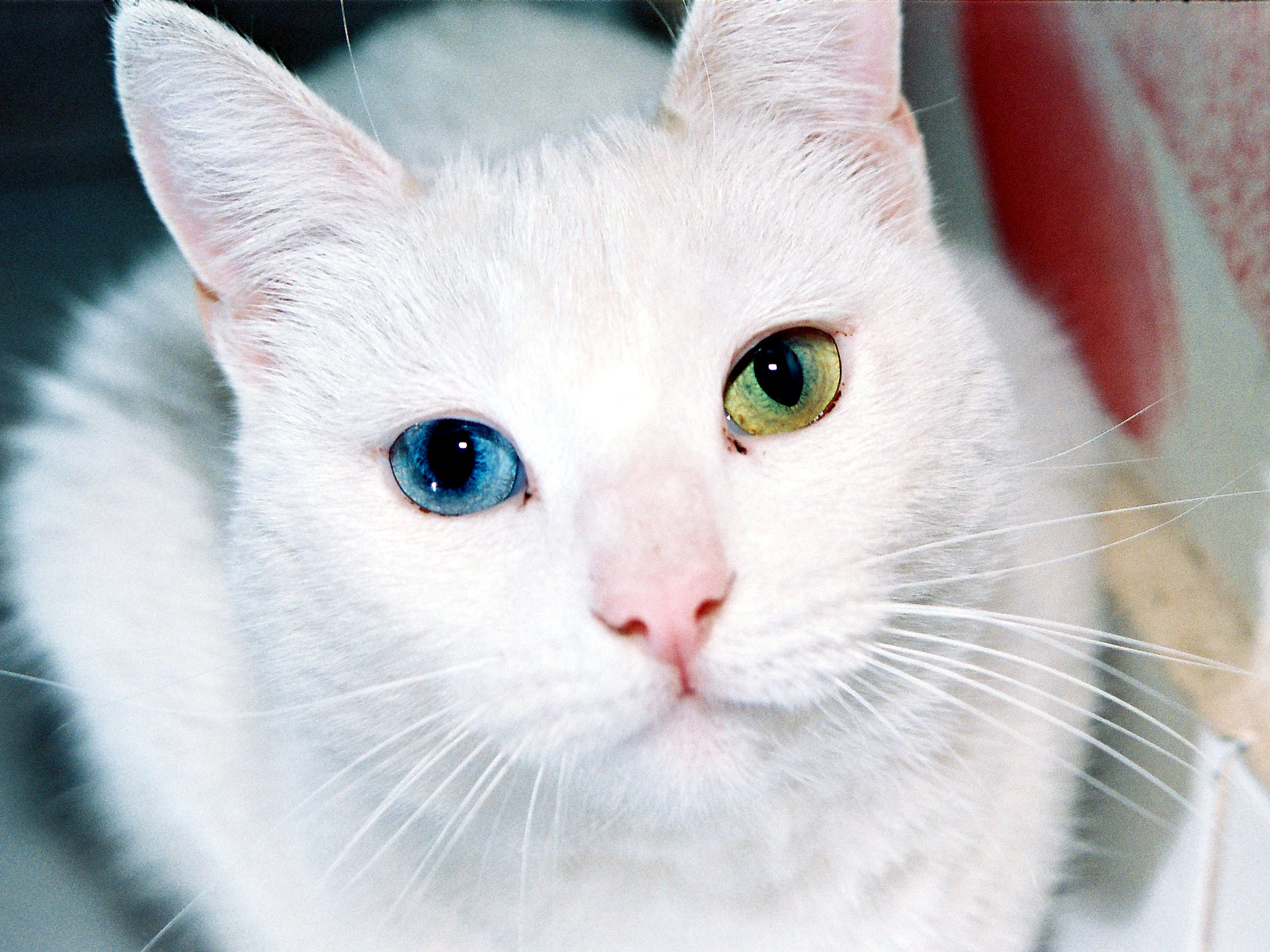
Bílá kočka s odlišnou barvou očí
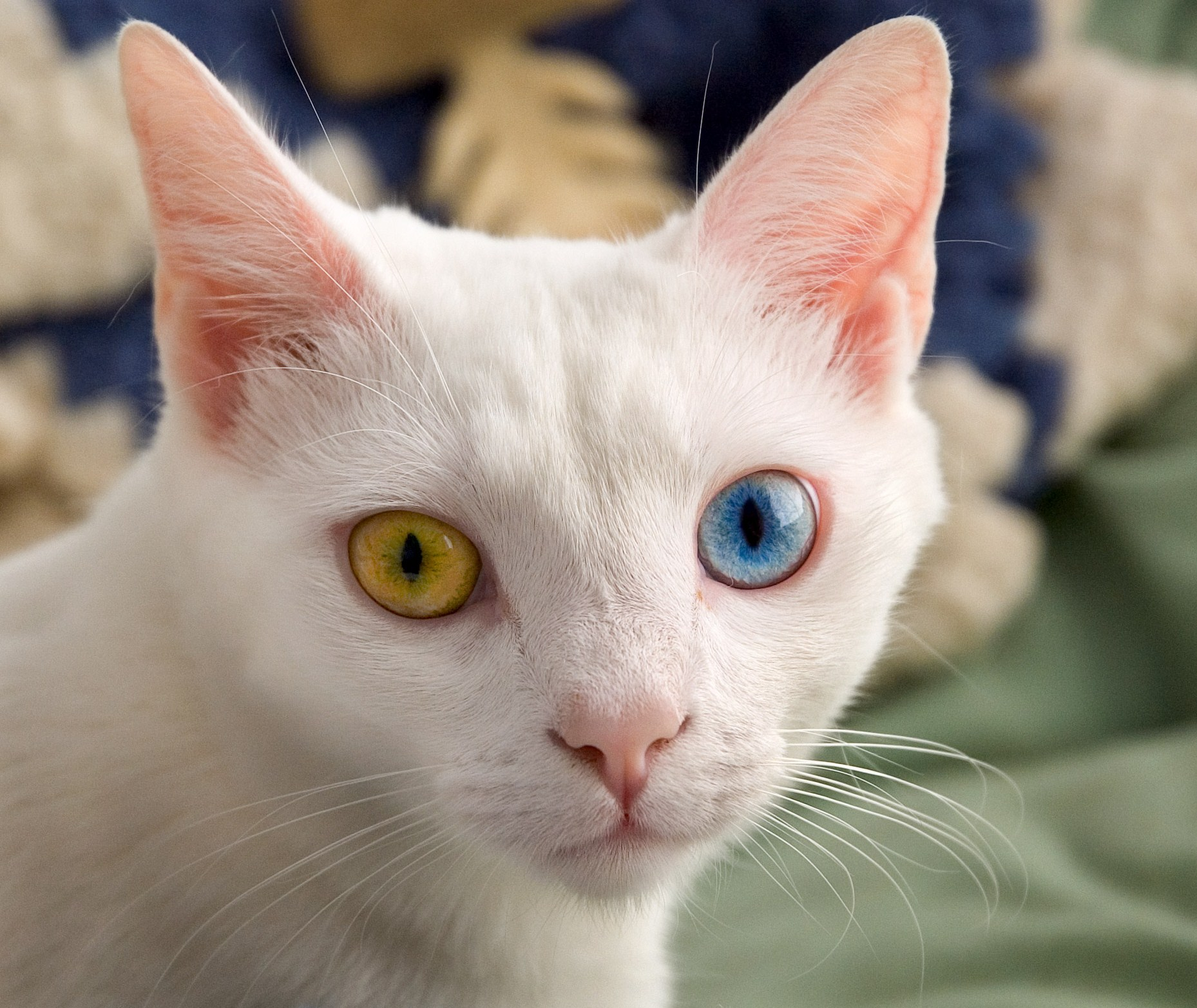
Bílá kočka s odlišnou barvou očí
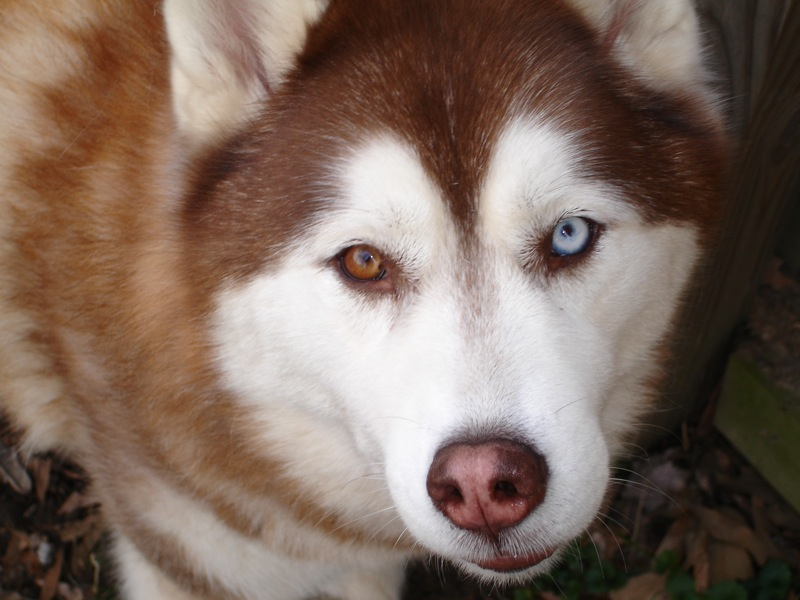
Sibiřský husky s odlišnou barvou očí
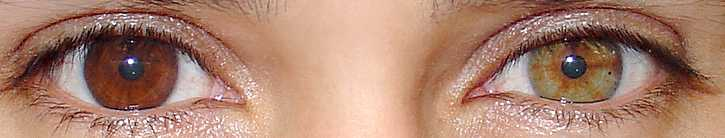
Úplná heterochromie
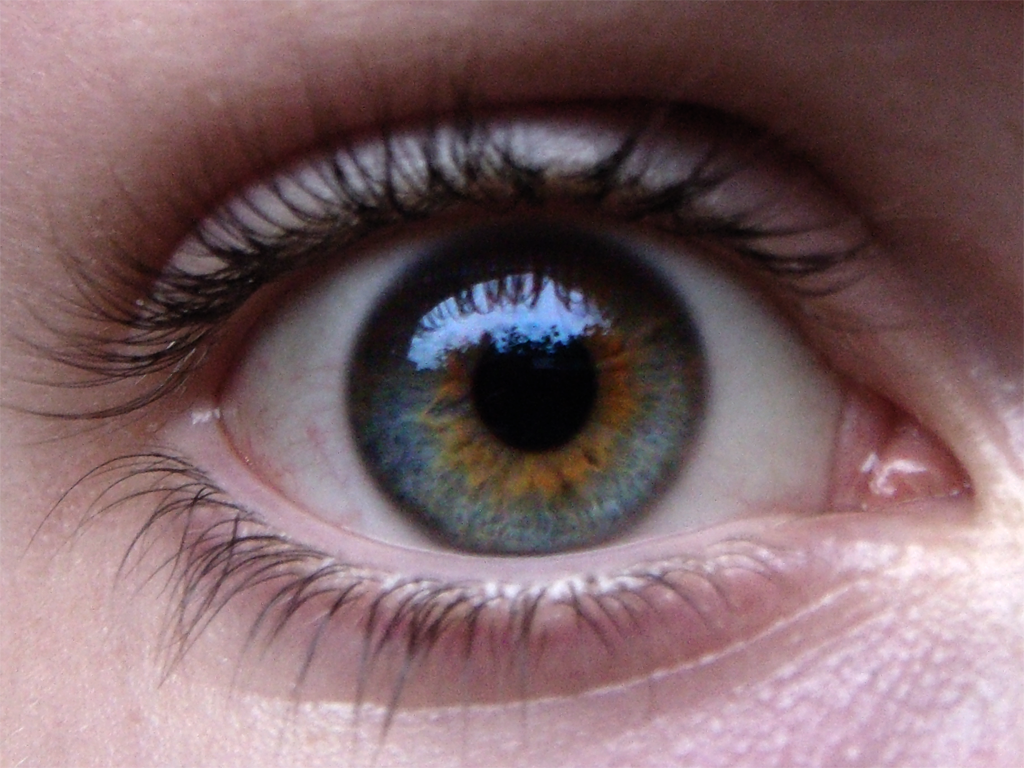
Centrální heterochromie